# Institut für Kriminologie der Eberhard Karls Universität Tübingen
Das Institut für Kriminologie wurde 1962 an der Eberhard Karls Universität Tübingen als erstes bis heute bestehendes bundesdeutsches kriminologisches Universitätsinstitut gegründet. Das erste überhaupt gegründete kriminologische Institut an einer deutschen Universität war zwar das offiziell nur von 1953 bis 1956 bestehende Institut für Kriminologie der Universität des Saarlandes, das jedoch zu einer Zeit gegründet wurde, als das Saarland noch nicht zur Bundesrepublik Deutschland gehörte.
Entsprechend der in Deutschland traditionellen Verbindung der Kriminologie mit der Rechtswissenschaft gehört das Institut organisatorisch zur Juristischen Fakultät der Universität Tübingen. Erster Direktor war der Rechtswissenschaftler und Psychiater Hans Göppinger. Gegenwärtiger Direktor ist seit dem 1. Oktober 2011 Jörg Kinzig.

## Direktoren
- 1962–1986: Hans Göppinger
- 1986–2011: Hans-Jürgen Kerner
- seit 2011: Jörg Kinzig[4]